# 霍洛德鄉 (比霍爾縣)
46°47′N 22°08′E / 46.783°N 22.133°E
霍洛德鄉（羅馬尼亞語：Comuna Holod, Bihor），是羅馬尼亞的鄉份，位於該國西北部，由比霍爾縣負責管轄，面積66平方公里，海拔高度154米，2007年人口3,321，人口密度每平方公里50人。